# Aneta Mihaly
Aneta Mihaly z d. Marin (ur. 23 września 1957 w Axintele) – rumuńska wioślarka, srebrna medalistka olimpijska i trzykrotna medalistka mistrzostw świata.

## Kariera
Wystąpiła na igrzyskach olimpijskich w Moskwie w 1980, zajmując czwarte miejsce w czwórkach podwójnych. Walkę o podium Rumunki przegrały tam z Bułgarkami o 0,72 sekundy. Na rozgrywanych cztery lata później igrzyskach olimpijskich w Los Angeles osada Rumunii w składzie: Doina Șnep-Bălan, Mărioara Trașcă, Aurora Pleșca, Aneta Mihaly, Adriana Bazon, Mihaela Armășescu, Camelia Diaconescu, Lucia Sauca i Viorica Ioja zdobyła srebrny medal w ósemkach. W finale o 1,07 sekundy przegrały z osadą USA, a o 2,05 sekundy wyprzedziły Holenderki. 
Ponadto w czwórkach podwójnych zdobyła też srebrny medal na mistrzostwach świata w Amsterdamie (1977) oraz brązowe na mistrzostwach świata w Bledzie (1979) i mistrzostwach świata w Monachium (1981). 